# 李安度·蒙迪拿·達施華
李安度·蒙迪拿·迪·施華（Leandro Montera da Silva，1985年2月12日—）一般称作李安度。生于巴西，前巴西职业足球运动员，2009年8月，他以七百萬歐元加盟萨德。